# Lawrence Livermore National Laboratory

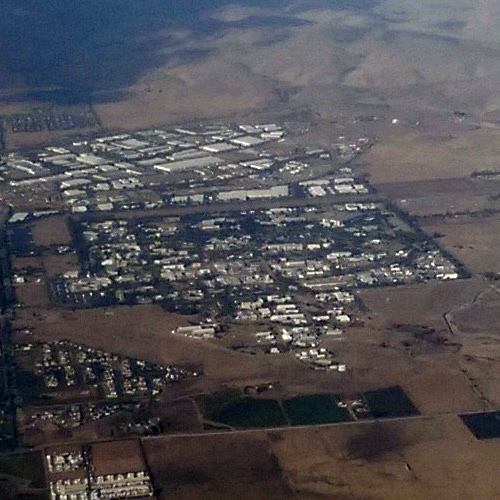
Lawrence Livermore National Laboratory z lotu ptaka (centralny kwadrat) (2016)

Lawrence Livermore National Laboratory – jeden z czołowych amerykańskich instytutów naukowo badawczych w zakresie nauk stosowanych. Znajduje się w Livermore w Kalifornii. Jest częścią National Nuclear Security Administration (NNSA), istniejącej w ramach Departamentu Energii Stanów Zjednoczonych. Od swojego założenia w 1952 roku do września 2007 roku instytut zarządzany był przez Uniwersytet Kalifornijski, aktualnie zaś na zlecenie Departamentu Energii zarządza nim Lawrence Livermore National Security, organizacja partnerska utworzona przez Uniwersytet Kalifornijski, firmy Bechtel, Babcock & Wilcox, URS, oraz Battelle Memorial Institute wraz z Texas A&M University System.
Lawrence Livermore Laboratory zajmuje się kwestiami konstrukcji broni jądrowej, w szczególności bezpieczeństwem jej przechowywania oraz innymi problemami związanymi z bezpieczeństwem Stanów Zjednoczonych, w tym zapobieganiem proliferacji broni jądrowej oraz możliwością użycia tego rodzaju broni przez organizacje terrorystyczne. Zatrudnia około 7000 pracowników, a jego roczny budżet to około 1,5 mld dolarów. Znajduje się w nim między innymi:
- National Ignition Facility – eksperymentalny laser zbudowany w celu wywołania kontrolowanej syntezy termojądrowej,
- centrum obliczeniowe wysokiej wydajności, w którym działa superkomputer Sequoia o mocy obliczeniowej 16,32 PFLOPS[2].